# Kollegiumskirche St. Martin

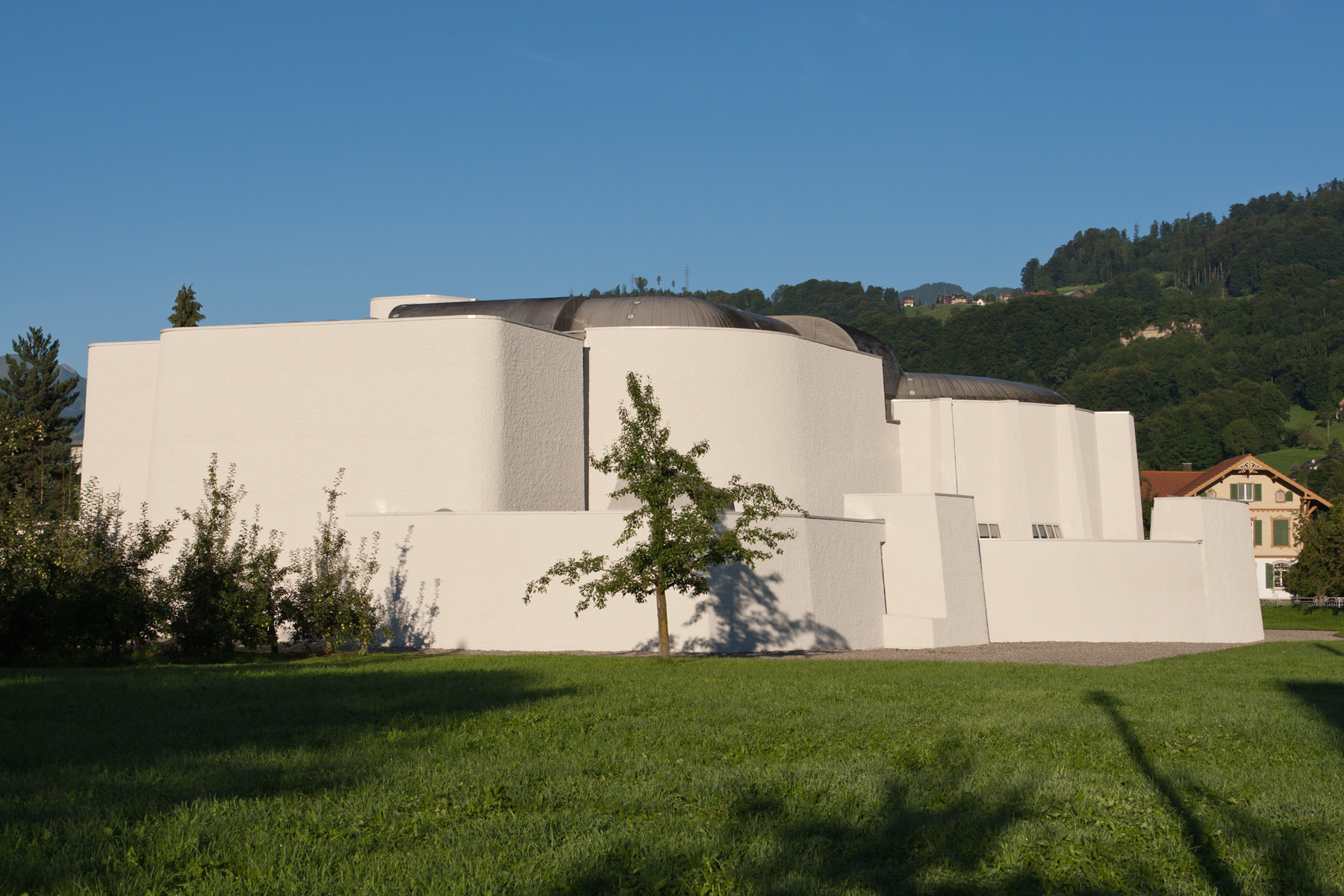
Kollegiumskirche St. Martin

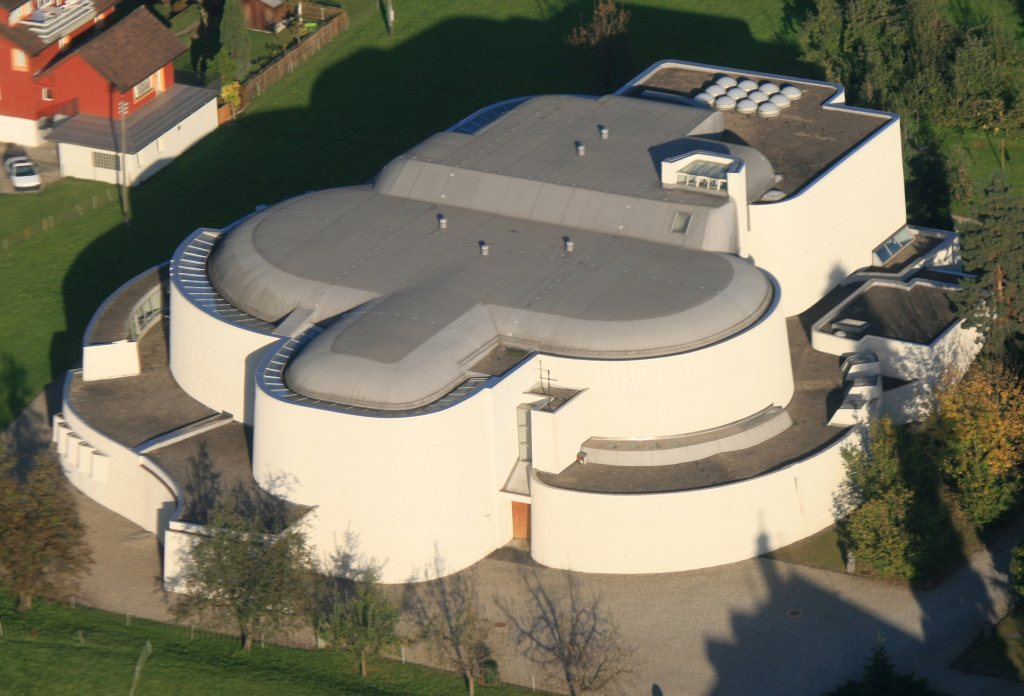
Luftaufnahme, Oktober 2012

Die Kollegiumskirche St. Martin (auch bezeichnet als Kollegikirche Sarnen) ist eine Kirche der Benediktiner der Abtei Muri-Gries in Sarnen im Kanton Obwalden. Sie wurde am 22. Oktober 1966 von Johannes Vonderach, Bischof von Chur, eingeweiht und steht als Kulturgut von nationaler Bedeutung unter Denkmalschutz. Der Bau beeindruckt durch einfache, grosszügige Formen. Er gilt als der erste moderne Sakralbau in der Zentralschweiz.

## Benediktinerkonvent
Die Kirche gehört zu dem Benediktinerkonvent der Abtei Muri-Gries in Sarnen. Sie steht neben dem Professorenheim, dem Hauptgebäude des Konvents. Daneben gehören bzw. gehörten zu dem Konvent das Alte Gymnasium der Kantonsschule Obwalden, ein Konviktgebäude, das ehemalige Kollegium und die Kollegi-Gärtnerei.  
Die Kollegikirche wurde in den Jahren 1964 bis 1966 erbaut. Am 14. Juni 1964 legte Abt Dominikus Löpfe den Grundstein. Die Erdbeben im Frühjahr 1964 führten dazu, dass die Baupläne nochmals überarbeitet werden mussten. Dadurch verzögerte sich die Fertigstellung des Baus. Der Bau sollte der klösterlichen Gemeinschaft und der von ihr betriebenen Internatsschule mit knapp 300 internen Schülern dienen. Die Kirche hat daher 610 Sitzplätze. Zuvor wurde der Kirchenraum im Alten Gymnasium als Kollegikirche genutzt. Dieser dient heute als Aula.
Heute wird die Kirche für tägliche Gottesdienste genutzt, die öffentlich sind. Auch Konzerte und Ausstellungen finden in der Kirche statt. Nachdem Regenwasser den Verputz stark beschädigt hatte, wurde 2007 die Aussenhaut der Kirche für 900'000 Franken umfassend renoviert. Unter anderem erhielt die Kirche einen neuen, hellen Schutzanstrich. Am 9. Dezember 2007 fand die Wiedereröffnung statt.

## Baustil
Die Bauform erinnert mit den fensterlosen Mauerflächen, den gebogenen Wandabschlüssen und den kuppelartigen Dächern an orientalische Bauten. Tatsächlich jedoch war der Architekt der Kirche, Ernst Studer (1931–2001), von den Arbeiten Le Corbusiers beeinflusst. Studer gewann 1962 den unter katholischen Schweizer Architekten ausgeschriebenen Projektwettbewerb, bei dem 57 Projekte eingereicht wurden. Es war das erste Kirchenprojekt des jungen Architekten aus Zürich. 
Die Rundkirche erinnert in ihrer Formensprache an Le Corbusiers wegweisende Wallfahrtskirche Notre-Dame-du-Haut in Ronchamp im Osten Frankreichs. Die Kollegiumskirche ist aber nicht «als Nachahmung, sondern als eigenständige Leistung von grosser spiritueller Ausdruckskraft zu sehen». Sie ist klassisch modern, geprägt von grossen Flächen und geschwungenen Linien. Es gibt kaum rechte Winkel, keine Fassade und keinen Glockenturm. Die Kirche besitzt auch keine Glocken. Trotzdem wirkt sie monumental.

## Grundriss
Die Kirche ist breiter als lang und bildet so eine liegende Ellipse. Das Innere gliedert sich in zwei grosse, einander gegenüberliegende Räume, den Mönchschor und das Kirchenschiff. Durch dieses lebendiges Raumspiel sind die beiden Teile auf den mächtigen marmornen Hauptaltar ausgerichtet. Die zwölf Seitenaltäre beruhen auf der vorkonziliaren Vorschrift, dass jeder Priester täglich als Einzelner eine Messe zu lesen hatte. Sie bilden einen Umgang um den Hauptraum und verbinden ihn mit der grossen Sakristei. Das Tageslicht erleuchtet die Kirche indirekt und auch das Kunstlicht wirkt zum grössten Teil über die Decken- und Wandflächen. Die Kirche hat zwei Orgeln, die eine im Sängerchor zur Begleitung der grossen Gottesdienste, die andere als Chororgel zur Unterstützung des Stundengebets.